# Simpson Crags
Simpson Crags är en kulle i Antarktis. Den ligger i Östantarktis. Nya Zeeland gör anspråk på området. Toppen på Simpson Crags är 1 843 meter över havet, eller 441 meter över den omgivande terrängen. Bredden vid basen är 3,3 km.
Terrängen runt Simpson Crags är bergig åt nordväst, men åt sydost är den kuperad. Trakten är obefolkad. Det finns inga samhällen i närheten.